# Czernidłówka szarobiała
Czernidłówka szarobiała, czernidłak szarobiały (Coprinopsis narcotica (Batsch) Redhead, Vilgalys & Moncalvo) – gatunek grzybów należący do rodziny kruchaweczkowatych (Psathyrellaceae).

## Systematyka
Pozycja w klasyfikacji według Index Fungorum: Coprinopsis, Psathyrellaceae, Agaricales, Agaricomycetidae, Agaricomycetes, Agaricomycotina, Basidiomycota, Fungi.
Po raz pierwszy opisał go w 1786 r. August Johann Georg Karl Batsch nadając mu nazwę Agaricus narcoticus. W 1838 r. Elias Fries przeniósł go do rodzaju Coprinus. W wyniku badań filogenetycznych prowadzonych na przełomie XX i XXI wieku mykolodzy ustalili, że rodzaj Coprinus jest polifiletyczny i rozbili go na kilka rodzajów. Obecną, uznaną przez Index Fungorum nazwę nadali temu gatunkowi Redhead, Vilgalys i Moncalvo w 2001 r.
Polską nazwę czernidłak szarobiały zaproponował Władysław Wojewoda w 2003 r. dla synonimu Coprinus narcoticus. Po przeniesieniu do rodzaju Coprinellus nazwa ta stała się niespójna z obecną nazwą naukową.

## Występowanie
W Europie jest szeroko rozprzestrzeniony, występuje także w Ameryce Północnej i Azji. Władysław Wojewoda w 2003 r. podaje 7 stanowisk Coprinopsis narcotica w Polsce. B. Gierczyk w 2011 r. podaje nowsze stanowisko na uroczysku Marcelin koło Poznania. Jeszcze nowsze stanowiska podaje internetowy atlas grzybów. Znajduje się na Czerwonej liście roślin i grzybów Polski. Ma status E – gatunek zagrożony wymarciem, którego przeżycie jest mało prawdopodobne, jeśli nadal będą działać czynniki zagrożenia.
Saprotrof, grzyb koprofilny. Występuje w lasach i parkach, zarówno na gliniastych, jak i piaszczystych glebach. Rozwija się na łajnie, kompoście lub odpadach organicznych zmieszanych z łajnem.

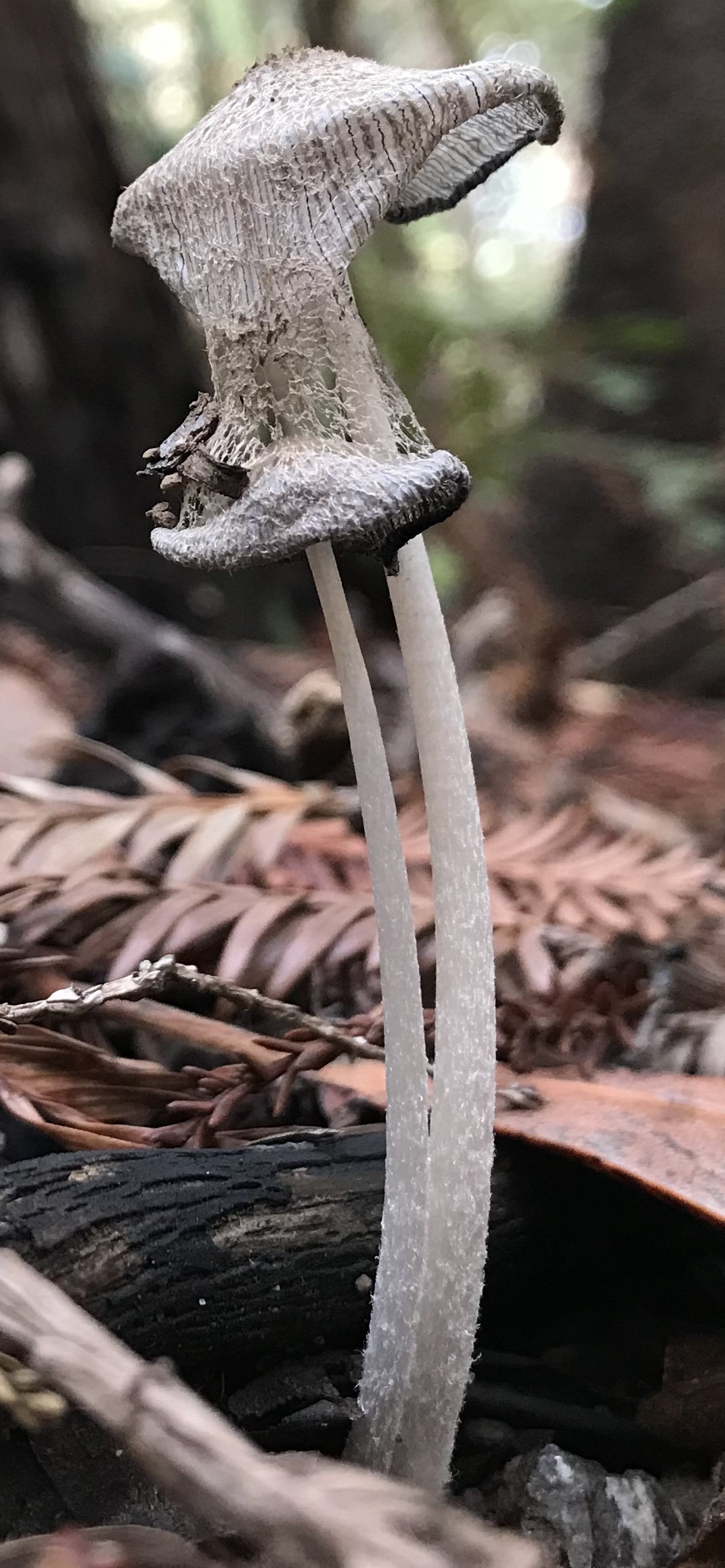